# 정순왕후생가
정순왕후 생가(貞順王后 生家)는 대한민국 충청남도 서산시 음암면에 있는 조선시대의 건축물이다. 1988년 8월 30일 충청남도의 기념물 제68호로 지정되었다.

## 개요
조선 영조의 계비인 정순왕후(1745∼1805)가 출생한 곳으로 왕비가 되기 전까지 살았던 곳이다.
정순왕후는 영조의 정비 정성왕후 서씨가 죽자 영조 35년(1759) 왕비에 책봉되었다.
이 집은 조선 효종 때 승지와 예조참의 등을 지낸 학주 김홍욱이 효종과 친분이 있었는데, 그가 노부를 모시고 있음을 알고 아버지인 김적에게 왕이 내린 집으로 효종 시절인 1649∼1659년 사이에 지은 것으로 추정한다.
건물은 ㅁ자형 평면을 갖춘 집으로, 앞면 5칸·옆면 2칸 규모 건물 좌우에 각각 3칸씩 덧달아 ㄷ자형 구조를 하고 있다. 남쪽에는 앞면 5칸·옆면 1칸의 별채를 배치하였는데 ㅁ자형 평면을 하고 있다.
가옥의 후원과 안채를 둘러싼 담장은 자연석으로 쌓았으며 대문은 평문이다.

## 같이 보기
- 정순왕후

## 참고 문헌
- 정순왕후생가 - 국가유산청 국가유산포털